# 養老村 (千葉県)
養老村（ようろうむら）は、千葉県市原郡に存在し、昭和の大合併により廃止された村。現在の市原市中部（三和地区）に所在していた。

## 地理
市原郡（郡域はほぼ現在の市原市と重なる）の中部に位置した村である。1916年時点で、北は市西村・湿津村に隣接し、東は丘陵地帯を隔てて長生郡長柄村・水上村に接し、南は内田村・明治村（のちの牛久町）、西は養老川を隔てて海上村・戸田村と接する。
1916年（大正5年）に編纂された『千葉県市原郡誌』によれば、磯ケ谷（いそがや）、山田（やまだ）、二日市場（ふつかいちば）、土宇（つちう）、櫃狭（ひつば）、新巻（あらまき）、川在（かわざい）、大桶（おおけ）、松崎（まつざき）の9区（いずれも町村制施行以前の旧村＝大字）からなっていた。これらの大字は、現在の市原市の大字として存続している。

## 歴史

### 町村制施行以後の行政区画変遷年表
- 1889年（明治22年）4月1日 - 町村制施行に伴い、松崎村、磯ヶ谷村、山田村、土宇村、櫃挾村、大桶村、川在村、新巻村が合併し市原郡養老村が発足。
- 1955年（昭和30年）3月31日 - 市西村と合併し、三和町が発足。養老村は消滅。
- 1956年（昭和31年）3月25日 - 三和町と海上村が合併し、三和町が発足。
- 1963年（昭和38年）5月1日 - 市原町、五井町、三和町、姉崎町、市津町が合併し、市原市が発足。三和町は消滅。

## 交通

### 鉄道
- 小湊鉄道
  - ■小湊鉄道線
    - 上総山田駅